# 小新インターチェンジ
小新インターチェンジ（こしんインターチェンジ）は、新潟県新潟市西区小新南二丁目にある国道116号（重複：国道289号）新潟西バイパスのインターチェンジ。

## 概要
新潟西バイパスは1989年（平成元年）3月23日、小新IC - 新潟西IC間が開通して供用を開始した。これは新潟西バイパスの事業着手以降、最初に開通した区間であり、当インターチェンジは新潟西バイパス沿線で最初に設置されたインターチェンジである。翌1990年（平成2年）10月12日には亀貝IC - 小新IC間が開通し、柏崎市方面のオンランプ・オフランプが増設された。

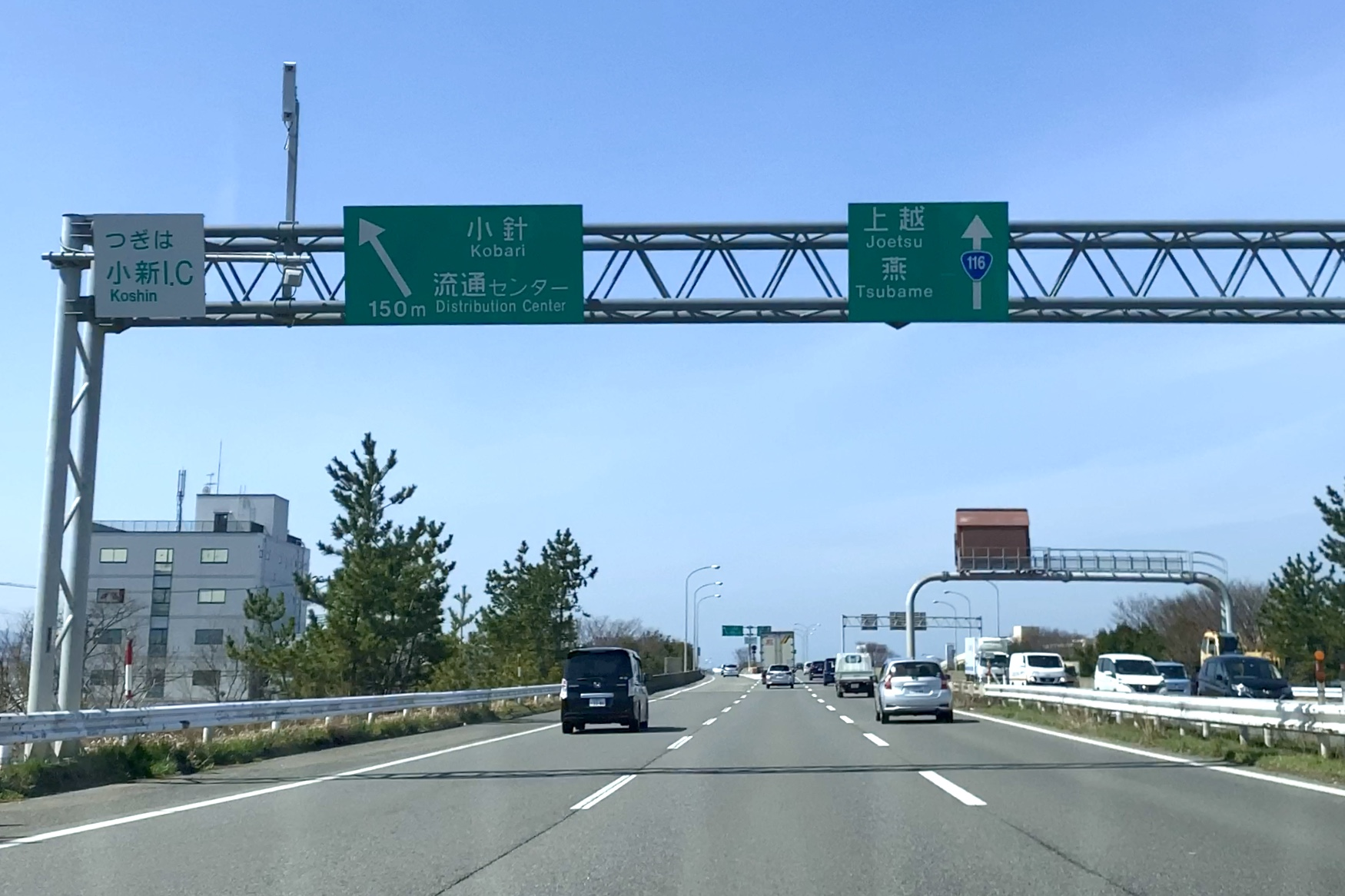
西行本線上のIC案内標識（2020年3月）
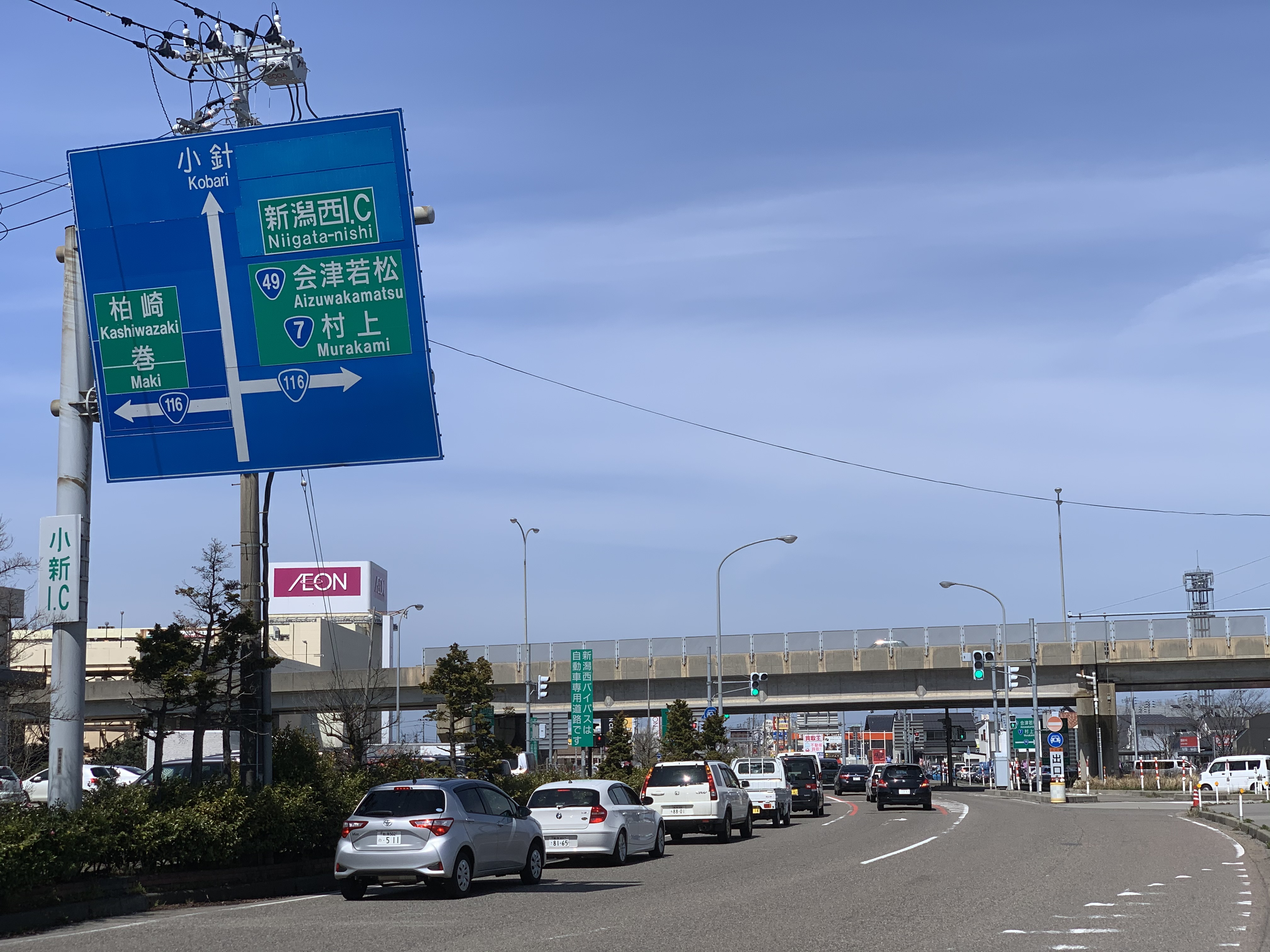
市道（南側）から見たIC（2020年3月）
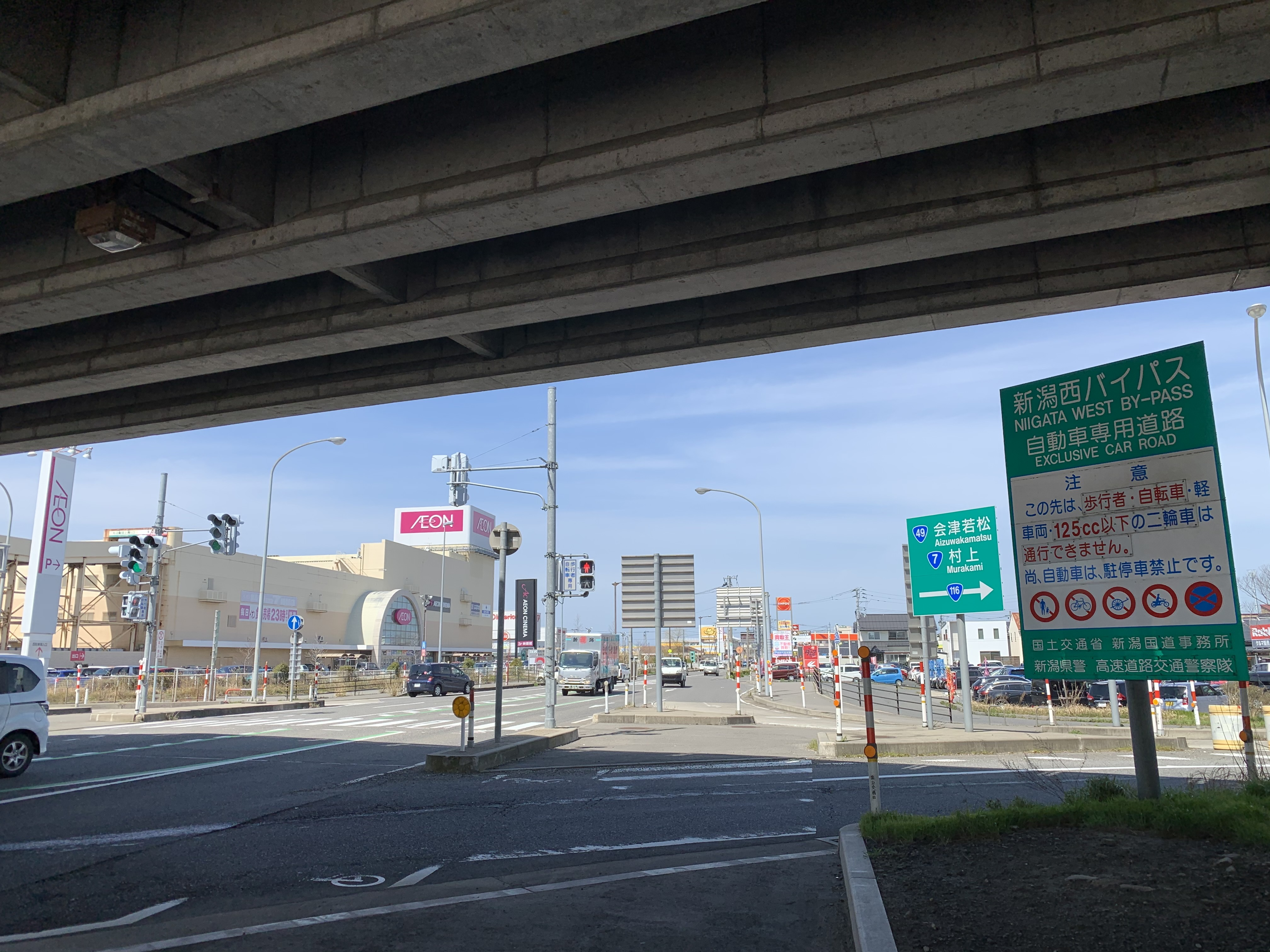
ICすぐに立地するイオン新潟西店（旧新潟サティ）（2020年3月）

### 渋滞対策
当インターチェンジ周辺のうち南側には、新潟市と当時の黒埼町などが共同で開発した流通企業主体の企業団地「新潟流通センター」が所在し、新潟西バイパスはそのアクセス道路として機能している。また北側は住宅地となっており、インター近傍にはイオン新潟西店などの商業施設が軒を連ねている。こうした立地条件から、平日の朝と夕方にはインター周辺から市内各方面へと、市内各方面から流通センター方面への通勤・帰宅ラッシュが輻輳し、また土曜・休日には買い物客の集中による交通渋滞が慢性化しており、特に西行車線側では渋滞がバイパス本線にまで及ぶケースもしばしばある。当インターチェンジの開設以来、インターから流通センター方面へは、市道寺尾小新線（小新インター通り）を南下して流通橋脇交差点を経由するしかなく、各方面からの交通が多重に輻輳することから渋滞が発生しやすい道路構造となっていた。
そこで国土交通省新潟国道事務所と新潟市は2008年度（平成20年度）から、インター周辺の道路構造の見直しに加え、流通センターの立地企業からの協力を得て、時差通勤や隣接する亀貝ICの利用、路線バスなど公共交通の利用などによって、当ICに集中する道路交通の分散化を図る「流通センター 小新Z作戦」を実施するなど、ハード・ソフトの両面から渋滞緩和策を進めた。当インターチェンジについても2010年（平成22年）6月7日、西行車線のオフランプの拡幅（右折車線の2車線化、直進車線の新設など）と、西行車線のオンランプから分岐して流通センター方面へ至る側道を新設する改良工事に着手し、2011年（平成23年）12月23日に完工。この改良で、新潟西ICから西行車線を走行して小新ICから流出する際、IC下交差点を直進すれば流通センター方面へ直通できる構造となった。また、あわせて小新インター通りの小新IC - 流通橋脇交差点間の車線増も行われた。これによって渋滞は緩和されたものの、接続する小新インター通りはインター周辺を除くほぼ全線が片側1車線で、且つ交差点がごく短い間隔で近接する構造となっており、より長い区間にわたる車線増など更なる抜本対策が必要となっている。

## 歴史
- 1989年（平成元年）3月23日：開通。

## 道路
- 国道116号（重複 : 国道289号）（新潟西バイパス）

## 接続する道路
- 新潟市道寺尾小新線＜小新インター通り＞（寺尾方面）
- 新潟市道流通センター線（流通センター方面）
- 新潟市道西7-7号線（流通センター方面、西行車線のオンランプから分岐して接続）

## 周辺
IC南西側は流通センター、北西側は郊外型商業施設が立ち並ぶ。
- 新潟流通センター
- 的場遺跡
- イオン新潟西店（旧・新潟サティ）
  - イオンシネマ新潟西
- 東京インテリア 新潟店
- ニトリ 新潟店
- 洋服の青山新潟小新店
- ダムズ　小新店
- シュープラザ 　小新インター店
- イエローハット　小新インター店

## 隣
国道116号・国道289号新潟西バイパス
亀貝IC - 小新IC - 新潟西IC